# Marcopolo Paradiso
O Marcopolo Paradiso é uma carroceria de ônibus rodoviários, apropriados para médias e longas distâncias, fabricada pela empresa gaúcha Marcopolo. Foi produzido desde o lançamento, em 1984, sobre vários chassis de motor traseiro ou central: Mercedes-Benz, Volvo, Scania e Volkswagen. O modelo foi e é produzido em diferentes versões (alturas) e teve reformulações ao longo do tempo.

## Histórico
Com o slogan de lançamento Sistema Tecnológico de Transportes, a Marcopolo lançou em março de 1983 novas carroçarias de ônibus tanto para o segmento rodoviário quanto para o urbano. É lançado assim a nova linha de produtos da empresa que inclui os modelos Torino, Viaggio e no ano seguinte Paradiso. O último, modelo Paradiso, era uma novidade por ser o primeiro Hi-Deck (HD) da empresa, lançado meses antes do Nielson Diplomata 380 que tinha altura e design similares. O modelo foi e é produzido em diferentes versões (alturas) e teve reformulações ao longo do tempo.
Em 1994 é lançado o modelo Low driver (LD) e em 1995 o modelo Double decker (DD). Com propostas quase inéditas no mercado nacional, o primeiro consiste em um habitáculo do motorista abaixo do salão dos passageiros e o segundo em um salão maior no segundo andar e menor no primeiro sendo esse último integrado com o habitáculo do motorista (o quase é porque em 1988 a Thamco havia lançado um modelo DD chamado Thamco Gemini também no mercado nacional.).

## Modelos atuais

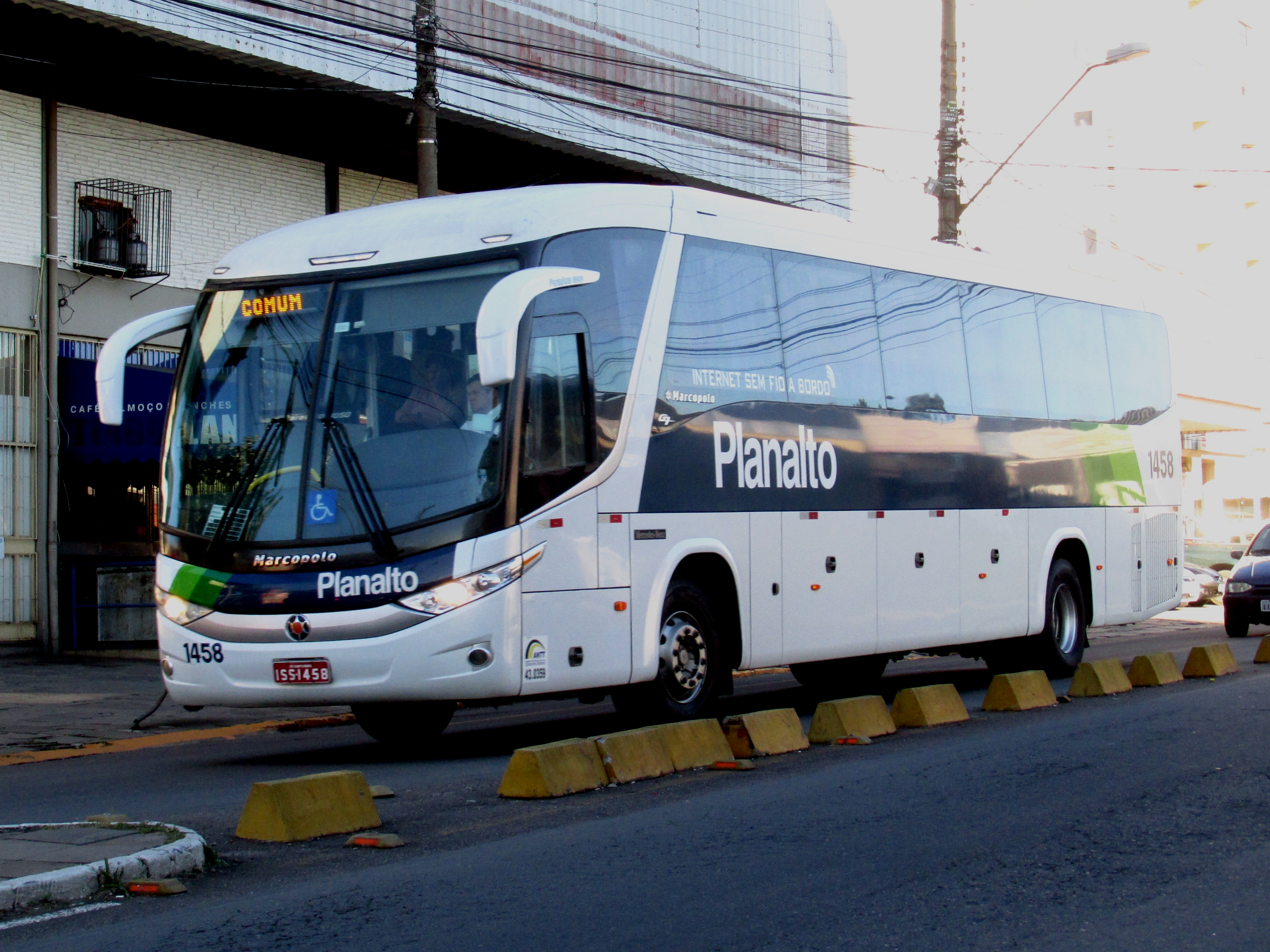
Paradiso G7 1050, o menor ônibus da geração 7

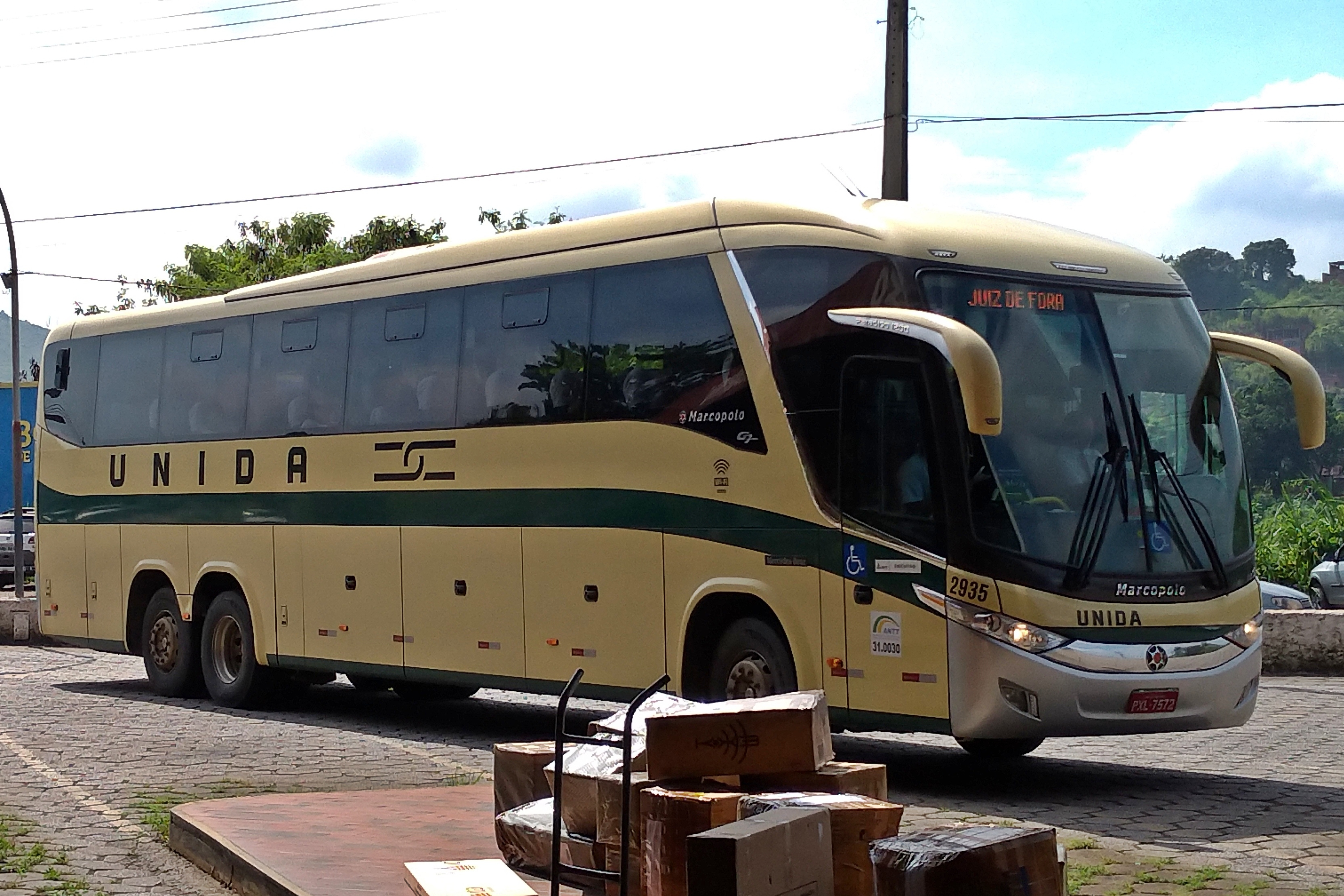
Paradiso G7 1200

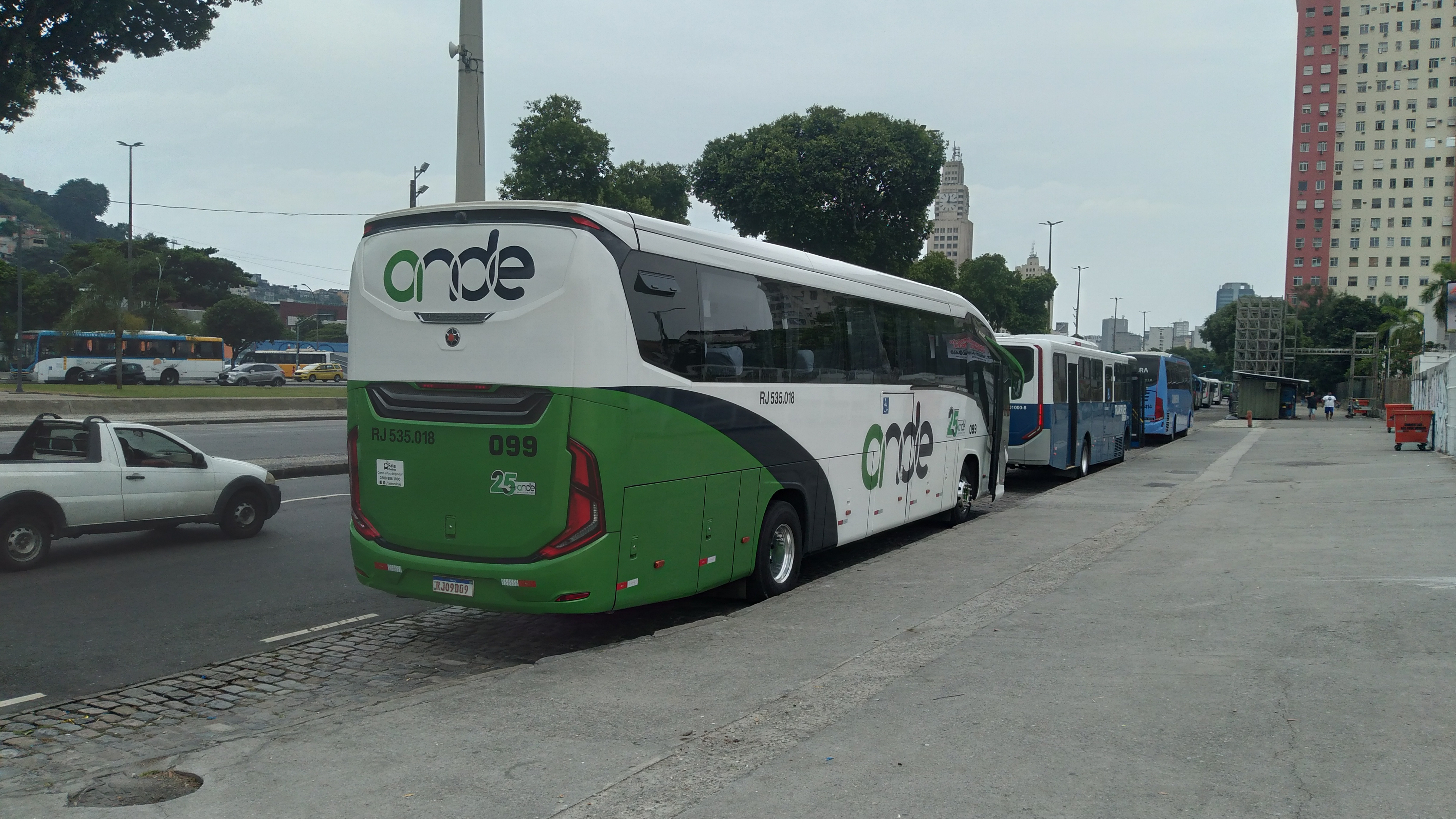
Paradiso G8 1050, o menor da 8ª geração

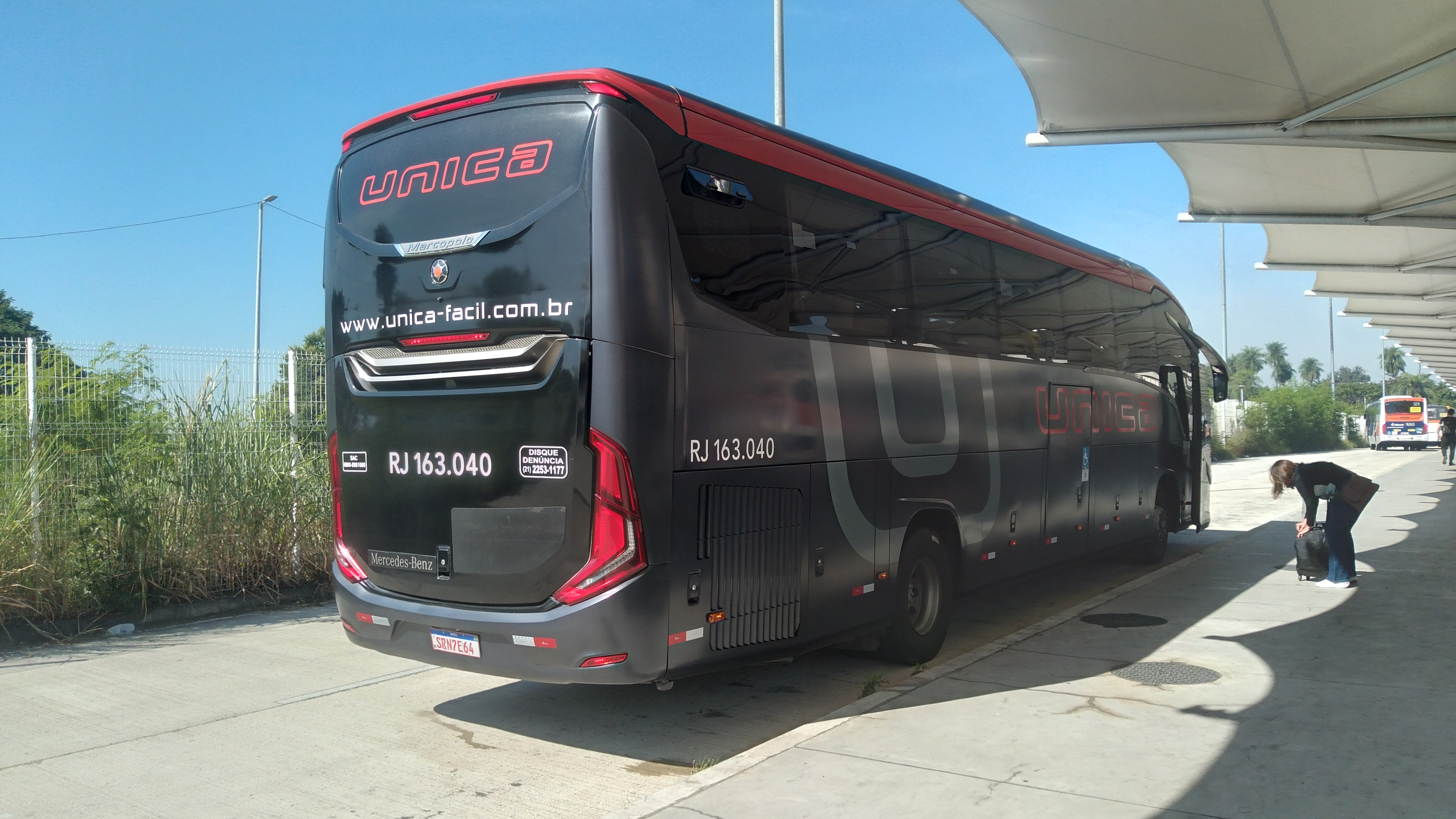
Marcopolo Paradiso G8 1200

Atualmente, a linha G7 foi mordenizada e passou por uma leve edição e com isso, passou a ser New G7 (Desde 2018-Atualmente):  
- Paradiso 1050 New G7 (2018-presente)
- Paradiso 1200 New G7 (2018-presente)
- Paradiso 1350 New G7 (2018-presente)
- Paradiso 1600 LD New G7 (2018-presente)
- Paradiso 1800 DD New G7 (2018-presente)

Em 20 de julho de 2021 a Marcopolo apresentou uma nova geração do Paradiso, geração 8, que teve visual renovado e muitas outras inovações e novidades, segurança e muito mais.
- Paradiso 1050 G8 (2021-presente)
- Paradiso 1200 G8 (2021-presente)
- Paradiso 1350 G8 (2021-presente)
- Paradiso 1600 LD G8 (2021-presente)
- Paradiso 1800 DD G8 (2021-presente)[7]

## Modelos descontinuados

### Geração 4 (1984-1992)

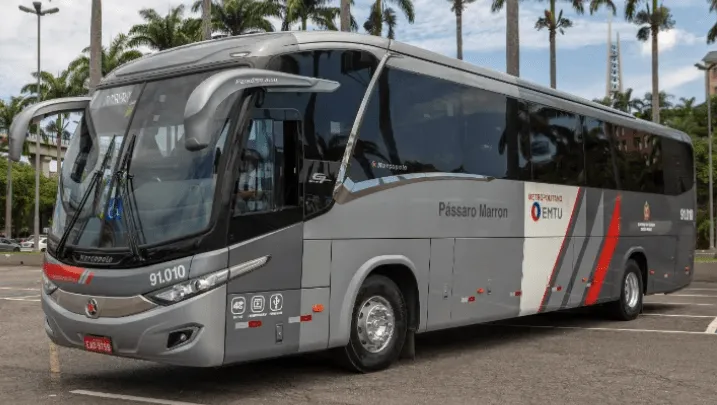
New G7 Paradiso 1050

- Paradiso G4 1150 (1991-1992)
- Paradiso G4 1400 (1984-1992)

### Geração 5 (1992-2000)
- Paradiso GV 1150 (1992-2000)
- Paradiso GV 1150 HD (1999-2000)
- Paradiso GV 1450 (1992-2000)
- Paradiso GV 1450 LD (1994-2000)
- Paradiso GV 1800 DD (1995-2000)

### Geração 6 (2000-2011)
- Paradiso G6 1200 (2000-2009)
- Paradiso G6 1350 (2000-2011)
- Paradiso G6 1550 LD (2000-2011)
- Paradiso G6 1800 DD (2000-2011)

Geração G7 (2009-2018)
- Paradiso G7 1050 (2009-2018)
- Paradiso G7 1200 (2009-2018)
- Paradiso G7 1350 (2015-2018)
- Paradiso G7 1600 LD (2011-2018)
- Paradiso G7 1800 DD (2011-2018)